# Janet Kennedy
Lady Janet Douglas, Countess of Angus (* um 1483; † 1543) war eine schottische Adlige und die Mätresse von König Jakob IV.

## Biographie
Janet war die älteste Tochter von John Kennedy, 2. Lord Kennedy (1454–1509) und seiner Frau Lady Elizabeth Seton (1451–1500). Während ihrer Ehe mit Sir Archibald Douglas, 5. Earl of Angus (1453–1513) wurde Lady Janet 1498 die Mätresse des schottischen Königs Jakob IV. (1473–1513). Aus der Verbindung gingen drei Söhne hervor. Nur ein Sohn, James Stewart, 1. Earl of Moray (1499–1544), erreichte das Erwachsenenalter.
Aus politischen Gründen heiratete Jakob IV. 1503 Prinzessin Margaret Tudor (1489–1541), die Tochter des englischen Königs Heinrich VII., die Schwester von Heinrich VIII. Trotz seiner Heirat führte er sein Verhältnis zu Lady Janet fort.